# 鑽螺亞科
鑽螺亞科（學名：Opeatinae）在2005年發佈的《布歇特和洛克羅伊的腹足類分類》是鑽頭螺科之下的一個亞科；但在2017年12月發佈的《布歇特等人的腹足類分類》改屬瑪瑙螺科之下。

## 分類
本亞科一直都只包括兩個屬，分別為：
- Genus Eremopeas Pilsbry, 1906
- 鑽螺屬 Opeas Albers, 1850